# Only Built 4 Cuban Linx…
Only Built 4 Cuban Linx... (інколи The Purple Tape) — дебютний студійний альбом американського репера і учасника Wu-Tang Clan Raekwon, що вийшов 1 серпня 1995 року на лейблах Loud Records і RCA Records. Альбом ґрунтувався на кримінальному світі Нью-йорка. Альбом був складений так, щоб грати як фільм із Рейквоном як «зіркою», іншим учасником Wu-Tang Ghostface Killah як «запрошеною зіркою» та продюсером RZA як «режисером». У ньому присутні всі члени клану Wu-Tang. Альбом також містить дебютні виступи колег Клану Cappadonna та Blue Raspberry, а також гостьову участь репера Nas, яка стала першою співпрацею учасника Wu-Tang з стороннім виконавцем.
Переклад назви : «Зроблений тільки для тих, хто розуміє…». Початкова назва була «Only Built 4 Cuban Linx Niggaz»

Після випуску Only Built 4 Cuban Linx... дебютував під номером 4 в чарті Billboard 200 і під другим номером у чарті Top R&B/Hip-Hop Albums, при цьому було продано 130 000 примірників першого тижня. 2 жовтня 1995 року Асоціація звукозаписної індустрії Америки (RIAA) сертифікувала альбом як золотий, а 24 лютого 2020 року отримав статус платинового. За даними Nielsen Soundscan, станом на 2009 рік лише в США було продано 1,1 мільйона копій. Незважаючи на те, що він не досяг такого початкового успіху в продажах, як попередні сольні альбоми Wu-Tang, Cuban Linx отримав більшу оцінку критиків, багато хто хвалив його кінематографічний ліризм і постановку.
Only Built 4 Cuban Linx... протягом багатьох років отримав визнання музичних критиків і авторів, і багато хто вихваляє його як один із найкращих хіп-хоп альбомів усіх часів. Завдяки наголосу на інсинуаціях американської мафії та організованій злочинності альбом широко вважається піонером піджанру мафіозного репу. Вважається, що він мав великий вплив на хіп-хоп музику протягом наступного десятиліття, про нього часто згадували та вплинув на відомі альбоми, такі як Reasonable Doubt Jay-Z (1996) і Life After Death The Notorious B.I.G. (1997). Разом із Liquid Swords від GZA, Cuban Linx є найвизнанішою сольною роботою Wu-Tang. Журнал Rolling Stone поставив його під номером 480 у своєму списку 500 найкращих альбомів усіх часів у 2012 році та під номером 219 у оновленому списку у 2020 році.

## Список композицій
- Всі пісні спродюсовані RZA.

| #  | Назва                             | Автор                        | Виконавець                                                                 | Семпли |
| -- | --------------------------------- | ---------------------------- | -------------------------------------------------------------------------- | --- |
| 1  | «Striving For Perfection»         | К. Вудс, Р. Діггс            | Raekwon                                                                    | - Лейтмотив фільму Джона Ву «Найманий вбивця» («The Killer», 1989)                                                     |
| 2  | «Knuckleheadz»                    | К. Вудс, Р. Діггс            | Ghostface Killah, Raekwon, U-God                                           | - «Get Up & Get Down»                                                                                                  |
| 3  | «Knowledge God»                   | К. Вудс, Р. Діггс            | Raekwon                                                                    | |
| 4  | «Criminology»                     | К. Вудс, Р. Діггс, Д. Коулс, | Ghostface Killah, Raekwon                                                  | - «I Keep Asking You Questions» by Black Ivory - «Why Marry» - Діалог з фільму «Лице зі шрамом»(«Scarface», 1983)      |
| 5  | «Incarcerated Scarfaces»          | К. Вудс, Р. Діггс            | Raekwon                                                                    | - «You're Getting Too Smart» by Detroit Emeralds - «Wang Dang Doodle»                                                  |
| 6  | «Rainy Dayz»                      | К. Вудс, Р. Діггс            | Blue Raspberry, Ghostface Killah, Raekwon                                  | - «Ain't No Sunshine» - «You Know How to Make Me Feel So Good» - Діалог з фільму «Найманий вбивця»(«The Killer», 1989) |
| 7  | «Guillotine (Swordz)»             | К. Вудс, Р. Діггс            | Inspectah Deck, Ghostface Killah, Raekwon, GZA                             | |
| 8  | «Can It Be All So Simple (Remix)» | Wu-Tang Clan                 | Ghostface Killah, Raekwon                                                  | - «The Way We Were (Try to Remember)»                                                                                  |
| 9  | «Shark Niggas (Biters)»           | К. Вудс, Р. Діггс            | Raekwon, Ghostface Killah                                                  | |
| 10 | «Ice Water»                       | К. Вудс, Р. Діггс            | Cappadonna, Ghostface Killah, Raekwon                                      | - «Lonely Boy» - «White Christmas»                                                                                     |
| 11 | «Glaciers of Ice»                 | К. Вудс, Р. Діггс, Д. Коулс, | 60 Second Assassin, Blue Raspberry, Ghostface Killah, Masta Killa, Raekwon | - «Children, Don't Get Weary»                                                                                          |
| 12 | «Verbal Intercourse»              | К. Вудс, Р. Діггс, Н. Джонс  | Ghostface Killah, Nas, Raekwon                                             | - «If You Think It (You May As Well Do It)»                                                                            |
| 13 | «Wisdom Body»                     | К. Вудс, Р. Діггс            | Ghostface Killah, Raekwon                                                  | |
| 14 | «Spot Rusherz»                    | К. Вудс, Р. Діггс            | Raekwon                                                                    | - Діалог з фільму «Шлях Карліто» («Carlito's Way», 1993)                                                               |
| 15 | «Ice Cream»                       | К. Вудс, Р. Діггс            | Cappadonna, Ghostface Killah, Method Man, Raekwon                          | |
| 16 | «Wu-Gambinos»                     | К. Вудс, Р. Діггс, К. Сміт   | Ghostface Killah, Masta Killa, Method Man, Raekwon, RZA                    | - Діалог з фільму «Найманий вбивця»(«The Killer», 1989)                                                                |
| 17 | «Heaven & Hell»                   | К. Вудс, Р. Діггс            | Ghostface Killah, Raekwon                                                  | - «Could I Be Falling in Love?»                                                                                        |
| 18 | «North Star (Jewels)»             | К. Вудс, Р. Діггс            | Popa Wu, Raekwon, Ol' Dirty Bastard                                        | - «Mellow Mood (частина перша)»                                                                                        |

## Автори
- Raekwon — вокал
- Ghostface Killah — вокал
- U-God — вокал
- Inspectah Deck — вокал
- Method Man — вокал
- GZA — вокал
- Cappadonna — вокал
- Masta Killa — вокал
- Nas — вокал
- Blue Raspberry — вокал
- 60 Second Assassin — вокал
- RZA — вокал, аранжувальник, продюсер, звукооператор,
- Islord from Killarmy — аранжувальник, звукооператор

## Чарти
| Чарти (1995)                           | Найвища позиція |
| -------------------------------------- | --------------- |
| Велика Британія UK Albums (OCC)        | 79              |
| США Billboard 200                      | 4               |
| США Top R&B/Hip-Hop Albums (Billboard) | 2               |

| Чарт (1995)                           | Позиція |
| ------------------------------------- | ------- |
| US Billboard 200                      | 129     |
| US Top R&B/Hip-Hop Albums (Billboard) | 23      |

## Сертифікації
| Регіон     | Сертифікація | Продажі   |
| ---------- | ------------ | --------- |
| США (RIAA) | Платиновий   | 1,100,000 |